# کونیهیکو یاسویی
کونیهیکو یاسویی (انگلیسی: Kunihiko Yasui؛ زادهٔ ۱۲ دسامبر ۱۹۶۰) صداپیشه، و بازیگر اهل ژاپن است.